# Example.com
النطاقات example.com و example.net و example.org و
example.edu
هي أسماء نطاقات المستوى الثاني ضمن نظام أسماء النطاقات على الإنترنت، وتم حجزها من قبل هيئة أرقام الإنترنت المخصصة IANA من قبل فريق عمل مهندس الانترنت IETF بإعتبارها نطاقات مخصصة للإستخدام في التوثيق فقط. 
وحيث تقوم مؤسسة الإنترنت للأسماء والأرقام المُخصصة (ICANN) بتشغيل مواقع إلكترونية لهذه النطاقات بمحتوى يعكس الغرض التعليمي المخصص لها.

## الاستخدامات
تم تخصيص هذه النطاقات example.com وexample.net وexample.org وexample.edu للاستخدام العام في جميع أنواع التوثيق، مثل الوثائق التقنية، وأدلة الاستخدام، وتكوينات البرمجيات النموذجية. وبذلك يمكن لمعدي الوثائق اختيار اسم نطاق دون التسبب بتعارض في التسمية إذا ما قام المستخدمون النهائيون بتطبيق الأمثلة أو التكوينات كما هي.
يمكن استخدام هذه النطاقات في التوثيق دون الحاجة للحصول على إذن مسبق من IANA أو ICANN.

## وصلات خارجية
- example.com
- example.net
- example.org
- example.edu
- Iana.org